# Кирюшина, Галина Александровна
Гали́на Алекса́ндровна Кирю́шина (8 февраля 1934, СССР — 9 августа 1994, Москва, Россия) — советская театральная актриса, народная артистка РСФСР (1974).

## Биография
Галина Кирюшина родилась 8 февраля 1934 года. Мать — Прасковья Павловна Кирюшина, родом из деревни под Рязанью, работала дворником, была безграмотной, во время Великой Отечественной войны сбрасывала осколки с крыш московских домов и ждала без вести пропавшего в 1943-м году мужа. Галина была младшей, четвёртой дочерью в семье.
В 1956 году окончила Высшее театральное училище имени М. С. Щепкина в Москве.
В июне того же года дебютировала в эпизодической роли колхозницы в спектакле по пьесе А. Е. Корнейчука «Крылья» на сцене Государственного академического Малого театра России в Москве. 1 августа 1956 года была принята в труппу Малого театра, в котором служила всю жизнь, исполняя роли классического и современного репертуара. Среди ролей — Эмилия Седли в «Ярмарке тщеславия» по пьесе Уильяма Теккерея, Катерина в «Грозе» А. Н. Островского, Маша в «Живом трупе» Л. Н. Толстого, леди Уиндермиер в пьесе Оскара Уайльда «Веер леди Уиндермиер», царица Ирина в трагедии А. К. Толстого «Царь Фёдор Иоаннович», Мария Николаевна в «Русских людях» К. М. Симонова.
Галина Кирюшина была актрисой исключительно театральной, в кино не снималась, но многие спектакли Малого театра с её участием, в том числе «Царь Фёдор Иоаннович», «Русские люди» и «Власть тьмы», были записаны для телевидения.
Скончалась в Москве 9 августа 1994 года на 61-м году жизни. Похоронена на Новодевичьем кладбище.

### Личная жизнь
- Муж — Борис Иванович Равенских (14 [27] июня 1914 — 10 января 1980), театральный режиссёр, педагог, народный артист СССР (1968)[1][2].
  - Дочь (старшая) — Александра Борисовна Равенских (род. 27 декабря 1959), актриса Московского академического театра имени Владимира Маяковского, режиссёр, заслуженная артистка России. Имя получила в честь бабушки, матери отца[1][4].
    - Зять — Дмитрий Миронович Полонский (род. 20 августа 1958), актёр театра и кино, мастер озвучивания (дублирования) фильмов. Является сыном Дмитрия (Мирона) Саввича Полонского (1923—1997), режиссёра-документалиста, автора сценариев многих документальных и научно-популярных фильмов, работавшего режиссёром студии «Моснаучфильм». Александра и Дмитрий поженились в 1990 году[1].
      - Внук — Дмитрий Дмитриевич Полонский (род. 1990), окончил продюсерский факультет ГИТИСа. Является профессиональным автогонщиком и тренером по экстремальному вождению. В 2014 году стал победителем первого сезона телевизионного реалити-шоу «Гонщики» и был награждён поездкой в Германию на сложнейшую мировую трассу «Нюрбургринг»[1]. После участия в соревнованиях на немецкой гоночной трассе «Нюрбургринг» известный российский автогонщик Олег Кесельман пригласил Дмитрия к себе в команду, в школу Порше — «Porsche Driving Center Russia»[5][6][7].

  - Дочь (младшая) — Галина Борисовна Равенских. Отец назвал дочь в честь жены[1].
    - Внучка — Алина[1].

## Театральные работы

### Государственный академический Малый театр России
- 1956 — «Порт-Артур» И. Ф. Попова, А. Н. Степанова — Куинсан, гостья на балу (вводы)
- 1956 — «Ночной переполох» М.-Ж. Соважона — Каролина
- 1957 — «Одна ночь» Б. Л. Горбатова — Варя
- 1957 — «Иван Рыбаков» В. М. Гусева. Постановка Б. И. Равенских — Настя (ввод)
- 1957 — «Порт-Артур» И. Ф. Попова, А. Н. Степанова — Юм-Юм (ввод)
- 1958 — «Село Степанчиково и его обитатели» по Ф. М. Достоевскому, инсценировка Н. Эрдмана — Настасья Евграфовна (ввод)
- 1958 — «Власть тьмы» Л. Н. Толстого. Постановка Б. И. Равенских — Марина (ввод)
- 1960 — «Осенние зори» В. И. Блинова — Лена
- 1960 — «Остров Афродиты» А. Парниса — Вики
- 1961 — «Почему улыбались звезды» А. Е. Корнейчука. Постановка Б. И. Равенских — Ольга (ввод)
- 1961 — «Веер леди Уиндермиер» О. Уальда — мисс Грехем (ввод)
- 1962 — «Ярмарка тщеславия» У. Теккерея — Эмилия Седли (ввод)
- 1962 — «Гроза» А. Н. Островского — Катерина
- 1963 — «Живой труп» Л. Н. Толстого — Маша
- 1963 — «Перед ужином» В. С. Розова — Верочка
- 1963 — «Нас где-то ждут» А. Н. Арбузова — Настя
- 1963 — «Луна зашла» Дж. Стейнбека — Молли
- 1964 — «Человек из Стратфорда» С. И. Алёшина — Алиса (Томми)
- 1966 — «Веер леди Уиндермиер» О. Уальда — леди Уиндермиер
- 1967 — «Волшебное существо» А. П. Платонова, Р. И. Фраермана — Мария Петровна
- 1971 — «Достигаев и другие» А. М. Горького — Глафира
- 1971 — «Пропасть» Й. Дарваша — Ференц Ковачне
- 1973 — «Царь Фёдор Иоаннович» А. К. Толстого. Постановка Б. И. Равенских — царица Ирина
- 1975 — «Русские люди» К. М. Симонова. Постановка Б. И. Равенских — Мария Николаевна
- 1978 — «Возвращение на круги своя» И. Друцэ — Александра Львовна
- 1980 — «Ивушка неплакучая» М. Н. Алексеева — Степанида
- 1981 — «Целина» по книге Л. И. Брежнева — Зайчукова
- 1984 — «Рядовые» А. А. Дударева — Женщина
- 1985 — «Ревизор» Н. В. Гоголя — Пошлепкина
- 1988 — «Выбор» Ю. В. Бондарева — Раиса Михайловна
- 1991 — «Царь Петр и Алексей» Ф. Горенштейна — Марья Алексеевна

## Награды и звания
- 1965 — почётное звание «Заслуженный артист РСФСР».
- 1974 — почётное звание «Народный артист РСФСР».